# Japanische Badmintonmeisterschaft 1957
Die Japanische Badmintonmeisterschaft 1957 war die elfte Austragung der nationalen Titelkämpfe im Badminton in Japan. Sie fand in Tokio statt.

## Titelträger
| Disziplin    | Sieger                          |
| ------------ | ------------------------------- |
| Herreneinzel | Eiichi Nagai                    |
| Dameneinzel  | Tomoko Tajima                   |
| Herrendoppel | Eiichi Nagai Nobuhiro Namiki    |
| Damendoppel  | Tomoko Tajima Kyoko Miyakawa    |
| Mixed        | Toshimichi Ishihara Hisako Toda |

1. ↑  Laut Annual Handbook of the International Badminton Federation, London, 29. Auflage 1971, wurde 1957 keine Mixedkonkurrenz ausgetragen. Kyobado (Memento vom 28. August 2007 im Internet Archive) listet dagegen die beiden genannten Spieler.